# Павловка (Сергиевский район)
Павловка — село в Сергиевском районе Самарской области России. Входит в состав сельского поселения Светлодольск.

## География
Село находится в северо-восточной части Самарской области, в пределах Высокого Заволжья, в лесостепной зоне, в левобережной части долины реки Сок, на расстоянии примерно 7 километров (по прямой) к юго-западу от села Сергиевск, административного центра района. Абсолютная высота — 60 метров над уровнем моря.
Климат
Климат характеризуется как умеренно континентальный, с холодной малоснежной зимой и жарким сухим летом. Среднегодовая температура воздуха — 4 °С. Средняя температура воздуха самого тёплого месяца (июля) — 26,3 °C (абсолютный максимум — 39 °C); самого холодного (января) — −12,8 °C (абсолютный минимум — −48 °C). Снежный покров держится в течение 150 дней.
Часовой пояс
Село Павловка, как и вся Самарская область, находится в часовой зоне МСК+1. Смещение применяемого времени относительно UTC составляет +4:00.

## Население
| 2008 | 2010 |
| ---- | ---- |
| 58   | ↗60  |

Половой состав
По данным Всероссийской переписи населения 2010 года в гендерной структуре населения мужчины составляли 48,3 %, женщины — соответственно 51,7 %.
Национальный состав
Согласно результатам переписи 2002 года, в национальной структуре населения русские составляли 100 % из 63 чел.

## История
Деревянный православный храм во имя Михаила Архангела был построен в в 1866 году на средства местных жителей, действовал до 1938 года. Ныне заброшен, находится в полуразрушенном состоянии.